# بلوز پاریس
بلوز پاریس (انگلیسی: Paris Blues) فیلمی در ژانر درام به کارگردانی مارتین ریت است که در سال ۱۹۶۱ منتشر شد.

## بازیگران
- پل نیومن
- جوآن وودوارد
- سیدنی پوآتیه
- لویی آرمسترانگ
- داین کارول
- روژه بلن
- سرژ رجیانی